# Национален идеал за единство
Вижте пояснителната страница за други значения на ВМРО.
Национален идеал за единство (НИЕ) е националистическа политическа партия в България. До септември 2012 г. името на партията е Вяра, морал, родолюбие, отговорност – Национален идеал за единство (ВМРО-НИЕ).

## История
Партията е създадена в началото 2010 г., когато група около кмета на Пловдив Славчо Атанасов се отделя от партията ВМРО-БНД. Това става малко след извънредния конгрес на ВМРО-БНД на 17-18 октомври 2009 г., когато Атанасов не е избран за ръководител на партията на мястото на Красимир Каракачанов.
Председател на партия „Вяра, морал, родолюбие, отговорност – Национален идеал за единство“ е Петко Атанасов. Структурата на управление на „Вяра, морал, родолюбие, отговорност – Национален идеал за единство“ е Национален изпълнителен комитет (НИК), в състав от 21 души, Национален политически съвет (НПС), Национална контролна комисия (НКК), областни комитети, общински структури, местни организации.
На президентските избори през 2011 г. „Вяра, морал, родолюбие, отговорност - Национален идеал за единство“ не издигат свой кандидат и не подкрепят публично никоя кандидатура. На проведените по същото време местни избори Славчо Атанасов губи на балотаж изборите за кмет на Община Пловдив. Партията участва в различни коалиции, чиито кандидати печелят в общините Карлово, Кресна, Кюстендил, Монтана, Тополовград, Хайредин, Хасково и Ябланица.
През септември 2012 г. на общ конгрес на партията е променено нейното име, устав и ръководните органи. В началото на 2014 г. структурите на партията постепенно се вливат в Национален фронт за спасение на България (НФСБ).